# PV-1000
Das PV-1000 ist eine Spielkonsole, die von Casio entwickelt und im Oktober 1983 ausschließlich in Japan zu einem Preis von 14.800 Yen veröffentlicht wurde.

## Geschichte
Nachdem die Konsole auf den Markt gekommen war, stellte sich relativ schnell heraus, dass die Hardware schwächer als die der Konkurrenz war und sie keine nennenswerten Vorteile gegenüber anderen Systemen bot. Spätestens mit Erscheinen der beiden Konsolen Nintendo Family Computer (in Deutschland als NES bekannt) und Sega Master System, welche beide eine stärkere Hardware und mehr Spiele boten, war das Schicksal der Konsole besiegelt. Heutzutage ist sie ein gesuchtes Sammlerstück.
Unter dem Namen PV-2000 erschien ein Heimcomputer, der jedoch bis auf den Namen und die Kompatibilität der Joysticks keinerlei Gemeinsamkeiten mit dem PV-1000 hatte. Erst im Herbst 1995 veröffentlichte Casio wieder eine neue Spielkonsole, welche unter dem Namen Casio Loopy vermarktet wurde.

## Technische Daten
- CPU: Zilog Z80, getaktet mit 3,579 MHz
- GPU: NEC D65010G031 (256×192 Pixel, 8 Farben + 1 kB Zeichengenerator[3])
- RAM: 2 kB

Die Technik ist in etwa mit der des ColecoVision vergleichbar.

## Spiele
Insgesamt erschienen für das System lediglich 13 Spiele sowie eine Cartridge, auf der die Programmiersprache BASIC enthalten war. Prominente Arcade-Portierungen waren u. a. Dig Dug und Pooyan.
1. Pooyan
2. Super Cobra
3. Tutankham
4. Amidar
5. Dig Dug
6. Warp & Warp
7. Turpin
8. Pachinko UFO
9. Fighting Bug (auch bekannt als Lady Bug)
10. Space Panic
11. Naughty Boy
12. Dirty Chameleon
13. Excite Majong